# Église Saint-Martin de Saint-Martin-de-Juillers
L'église Saint-Martin est une église située à Saint-Martin-de-Juillers, dans le département français de la Charente-Maritime en région Nouvelle-Aquitaine.

## Historique
L'église est classée au titre des monuments historiques par arrêté du 19 mars 1990.

## Galerie

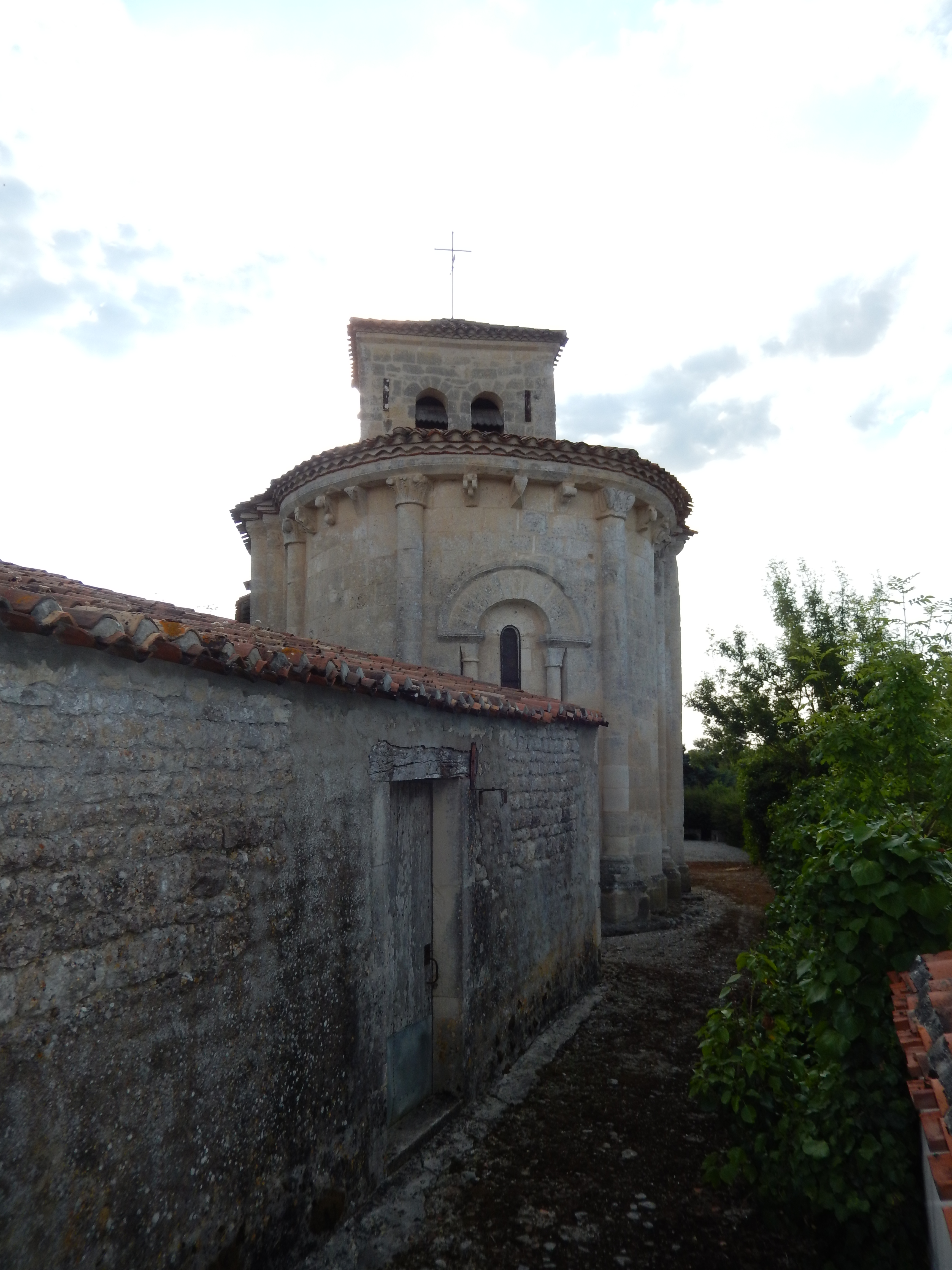
Église Saint-Martin de Saint-Martin-de-Juillers